# Zamek w Čakovcu
Zamek w Čakovcu (chorw. Čakovečka utvrda lub Stari grad Zrinskih) – ufortyfikowany średniowieczny zamek otoczony fosą w centrum Čakovca. W XVI i XVII wieku był głównym miejscem zamieszkania książąt Zrinskich. W murach zamku mieści się muzeum Međimurja. Obiekt znajduje się na terenie parku Zrinskich.

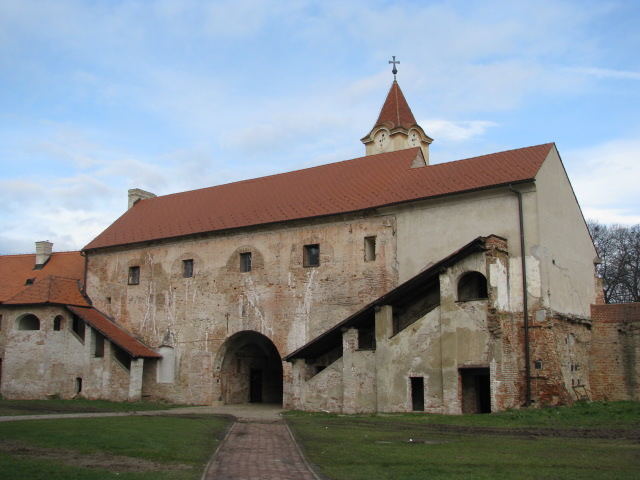
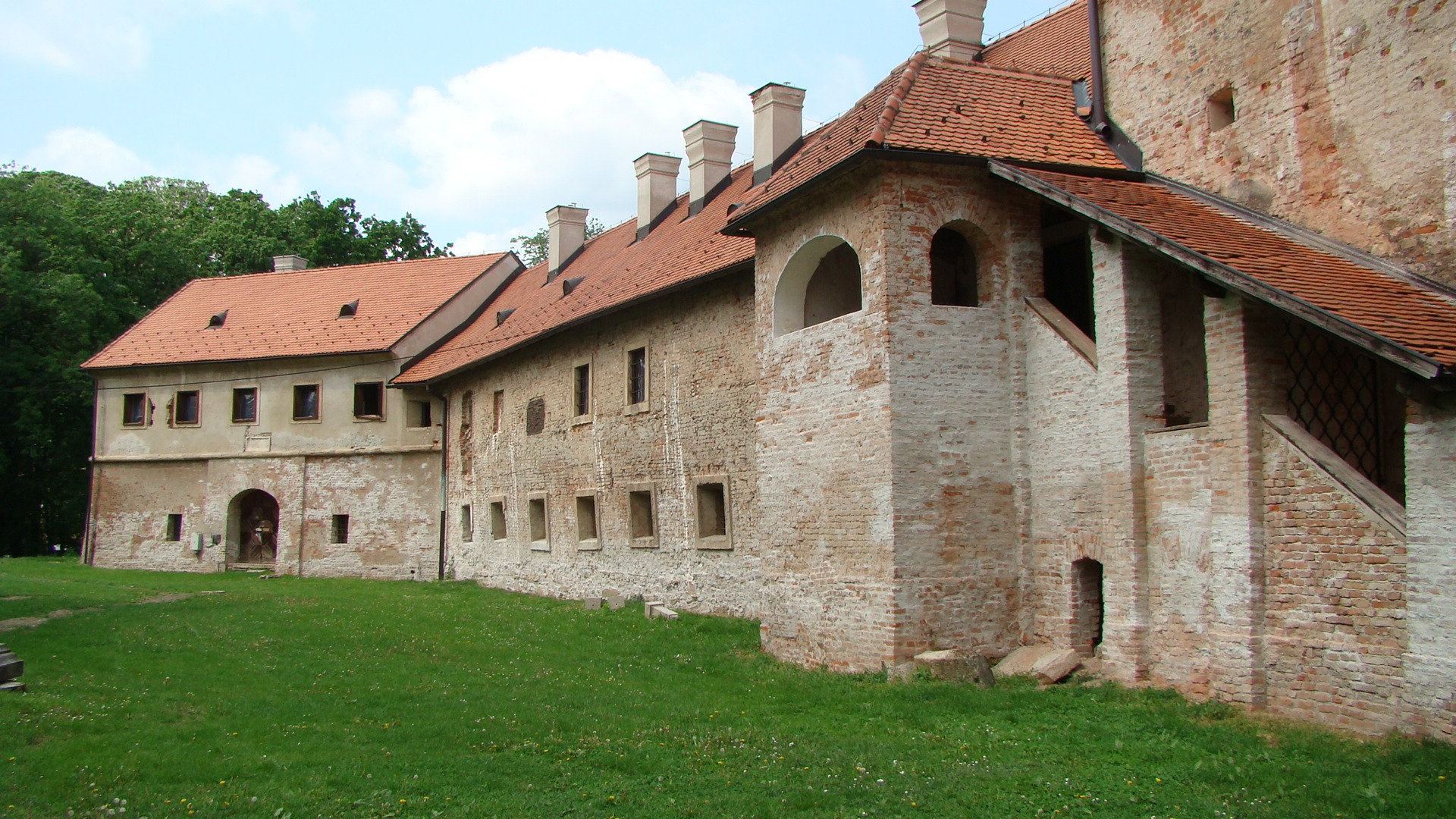
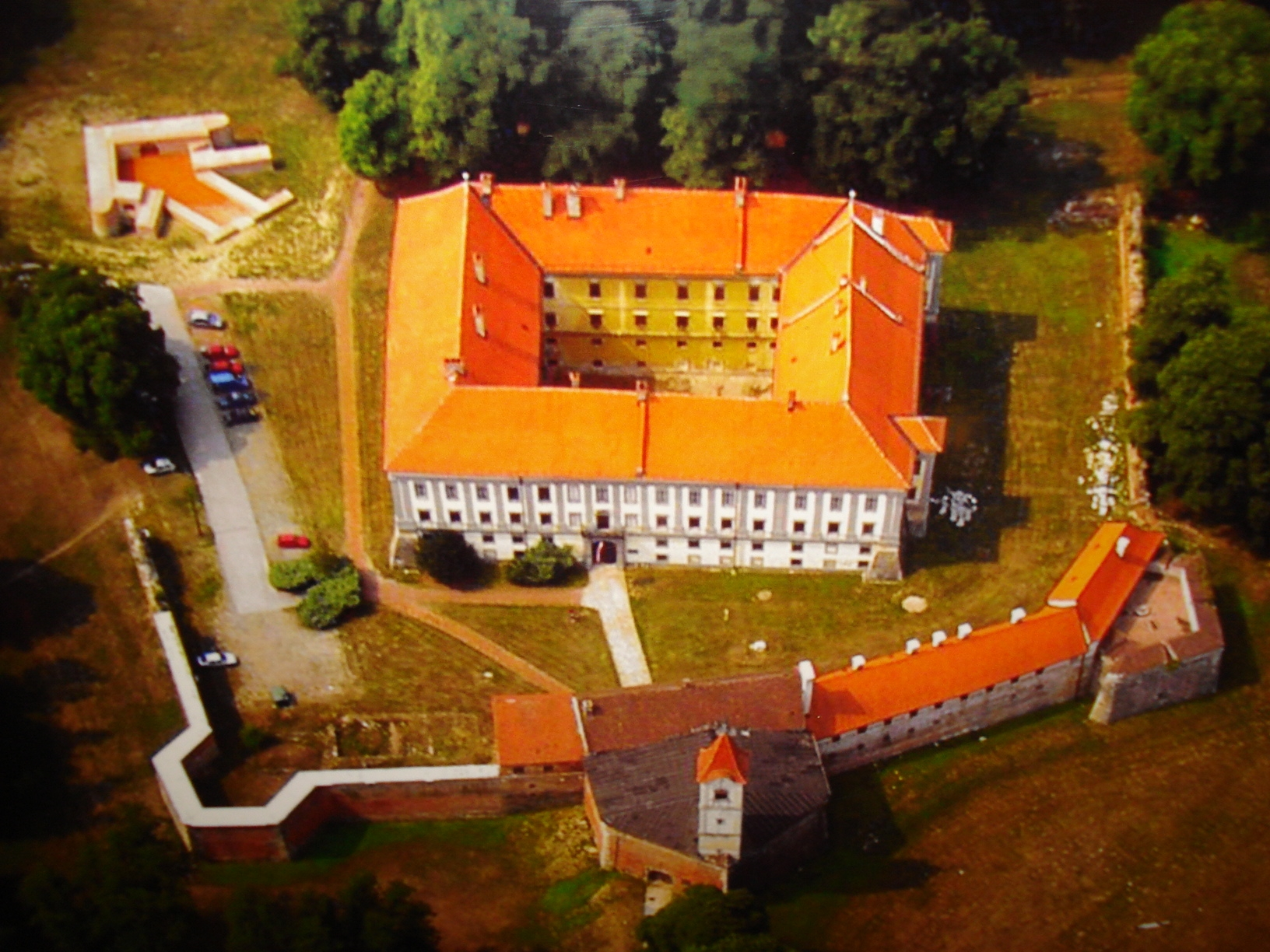